# Ma tu no
Ma tu no è un singolo del cantautore italiano Giancane, pubblicato il 18 settembre 2013 come secondo estratto dall'EP Carne.
Il singolo è stato poi incluso nel primo album in studio Una vita al top, pubblicato il 20 novembre 2015 dalla Goodfellas Records, e ristampato nel 2016 come Una vita al top (Deluxe) in collaborazione con Woodworm.

## Tracce
1. Ma tu no – 2:44